# Henri Young
Henri Young (Kansas City, 1911. június 20. – ?) teljes nevén Henri Theodore Young az Alcatraz-börtönsziget egyik rabja volt, aki részt vett a Barker–Karpis-banda egyik vezetője, Arthur Barker halálával végződő 1939-es szökési kísérletben. Esetét - fiktív eseményekkel keverve - az 1995-ös Az őrület fészke című amerikai film dolgozta fel. Youngot Kevin Bacon személyesíti meg a filmben.
Young bankrabló volt, aki agresszív túszejtéséről volt ismert. A Washington állami Montana börtönében ült, majd áthelyezték az Alcatrazba. 1939. január 13-ának éjjelén Rufus McCainnel, Arthur Barkerrel, Dale Stamphillel és William Martinnal szökést kísérelt meg. Az őrök észrevették őket. Barker és Stamphill nem adta meg magát, őket az őrök meglőtték. Barker belehalt sebesülésébe.
Youngot magánzárkára ítélték. Néhány hónappal azután, hogy visszatért a foglyok közé, egy kiélezett kanállal nyakon szúrta Rufus McCaint, aki meghalt. Indítékát nem árulta el. 1972-ben feltételesen szabadlábra helyezték.

## Fordítás
- Ez a szócikk részben vagy egészben  a   Henri Young című angol Wikipédia-szócikk fordításán alapul.  Az eredeti cikk szerkesztőit annak laptörténete sorolja fel. Ez a jelzés csupán a megfogalmazás eredetét és a szerzői jogokat jelzi, nem szolgál a cikkben szereplő információk forrásmegjelöléseként.